# Chassigny-sous-Dun
Chassigny-sous-Dun – miejscowość i gmina we Francji, w regionie Burgundia-Franche-Comté, w departamencie Saona i Loara.
Według danych na rok 1990 gminę zamieszkiwało 567 osób, a gęstość zaludnienia wynosiła 43 osoby/km² (wśród 2044 gmin Burgundii Chassigny-sous-Dun plasuje się na 412. miejscu pod względem liczby ludności, natomiast pod względem powierzchni na miejscu 738.).